# Pedro Montemolín
Pedro Montemolín foi um prelado católico romano que serviu como Bispo Auxiliar de Osma (1487-1500) e Bispo Auxiliar de Sevilha de 1500 até uma data desconhecida.

## Biografia
No dia 17 de dezembro de 1487, Pedro Montemolín foi nomeado durante o papado do Papa Inocêncio VIII como Bispo Titular de Marocco o Marruecos e Bispo Auxiliar de Osma. Em 1500, foi nomeado durante o papado do Papa Alexandre VI como Bispo Auxiliar de Sevilha.